# Ризаев, Ахмадали
Ахмадали Ризаев (узб. Ahmadali Rizayev; 12 марта 1912, с. Русское Село, Андижанский уезд, Ферганская область, Туркестанский край, Российская империя — 5 января 2005, Ташкент, Узбекистан) — советский узбекский деятель органов государственной безопасности, партийный и государственный деятель.

## Биография
Родился в семье крестьянина-бедняка. В 1931 году окончил Андижанский педагогический техникум, в 1935 году — первый семестр Средне-Азиатского государственного университета, в 1953 году — три курса Ферганского педагогического института.
- 1931—1933 — учитель, заведующий школой (Мархаматский район Узбекской ССР)
- май—ноябрь 1933 — ответственный секретарь редакции (Мархаматский район Узбекской ССР)
- 1933—1935 — в РККА. Курсант, командир отделения отдельного эскадрона связи 6 Узбекской горнокавалерийской дивизии
- 1936—1939 — стажёр, помощник уполномоченного НКВД Каракалпакской АССР
- 1939—1940 — начальник Кечейлийского районного отдела НКВД Каракалпакской АССР
- октябрь—декабрь 1940 — начальник Тюря-Курганского районного отдела НКВД Каракалпакской АССР
- 1940—1941 — заместитель народного комиссара внутренних дел Каракалпакской АССР, младший лейтенант государственной безопасности
- 1941—1942 — народный комиссар внутренних дел Каракалпакской АССР
- 1942—1945 — заместитель начальника, начальник Особого отдела НКВД полка
- 1945—1946 — заместитель начальника отдела контрразведки Самаркандского гарнизона
- 1946—1948 — начальник Ленинского городского отдела МГБ (Андижанская область)
- 1948—1951 — первый секретарь Ленинского районного комитета КП(б) Узбекской ССР
- март—август 1951 — секретарь Андижанского областного комитета КП(б) Узбекской ССР
- 1951—1952 — председатель исполнительного комитета Андижанского областного Совета
- 1953—1955 — председатель исполнительного комитета Ферганского областного Совета
- 1955—1956 — председатель исполнительного комитета Андижанского областного Совета
- 1956—1962 — первый секретарь Бухарского областного комитета Коммунистической партии Узбекской ССР
- 1962 — первый секретарь Кокандского городского комитета КП Узбекской ССР (Ферганская область).

Член ВКП(б) с 1938 года.
Депутат Верховного Совета СССР 4—6 созывов (1954—1966).

## Награды
- Орден Ленина (1957)
- Орден Красной Звезды (1949)
- Орден Трудового Красного Знамени (1949)
- Орден Отечественной войны второй степени (1945)